# East Palo Alto (Kalifornija)
East Palo Alto je grad u američkoj saveznoj državi Kalifornija. Prema popisu stanovništva iz 2010. u njemu je živjelo 28,155 stanovnika.